# Тодоровићи (породица)
Тодоровићи, пореклом Марићевићи из Роваца, воде порекло од кнеза крагујевачке нахије (од 1804) изобор кнеза јасеничке кнежине крагујевачке нахије Теодосија Марићевића из Орашца, који је на збору у Орашцу одржаном на његовом имању у „Марићевића јарузи“ на Сретење 1804. први био изабран за вођу Првог српског устанка, али није прихватио избор. Његов праунук је Велимир Тодоровић, министар унутрашњих послова Краљевине Србије у време Мајског преврата 1903. године.

### Порекло
Марићевићи, породица кнеза Теодосија, пореклом су из Роваца, одакле су дошли у Орашац, јасеничку кнежину у Шумадији. Још се памти да су у Ровцима живели у Вељу Дубоком, порекло воде од Булатовића (Батрићеваца). По Ровцима, одакле су дошли и данас се један крај села Орашац зове Ровачки крај. У Марићевића јарузи близу куће кнеза Теодосија Марићевића, одржан је збор у Орашцу 1804. године.

### Кнез Теодосије из Орашца
Кнез Теодосије Марићевић је у Орашцу први биран за вођу устанка, али се захвалио и предложио Карађорђа за вожда.
Међутим, 1805. на скупштини у Пећанима пуцао на Карађорђа и промашио. Карађорђе му одговорио „Којекуде, по души те твојој. Кад си знао боље од мене уређивати и заповедати, зашто си ме нагонио да се овога посла примим“ и погодио га у лево раме. Однесен кући у Орашац, умро после пар недеља. Сима Милутиновић Сарајлија опевао га у песми „Супарник вожда“ у Србијанки.

### Потомство кнеза Теодосија
Кнез Теодосије Марићевић имао је шест синова Тодора, Марка, Маринка, Јоксима.... Потомци кнеза Теодосија Марићевића презивали су се према његовим синовима Тодоровићи, Јоксимовићи, Марковићи, Маринковићи...
Син Тодоров, уник кнеза Теодосија је Милоје Тодоровић, окружни начелник. Јоксимови синови Живојин Јоксимовић и Јоксим Јоксимовић били су такође оркужни начелници.

### Пуковник Милоје Тодоровић
Пуковник Милоје Тодоровић, унук кнеза Тодосија по сину Тодору, од 1860. смедеревски окружни начелник, који је у браку са Надом Цинцар-Јанковић, кћерком војводе Цинцар-Јанка имао сина Велимира Тодоровића, правника, адвоката, министра унутрашњих послова, Милосава Тодоровића начелника Министарства пољопривреде, О. Љубомира Тодоровића, свештеника, Светозара Тодоровића и кћерку Драгу, удату за Петра Марковића, среског начелника.

### Велимир Тодоровић (1848-1920)
Велимир Тодоровић (1848-1920), син пуковника Милоја Тодоровића, смедеревски окружног начелника и Миле Тодоровић, рођ. Цинар-Јанковић, министар унутрашњих послова 1902 - 1903 правник, сенатор у дводомној скупштиник, градоначелник Београда 1891, адвокат, био је и правни заступник имовине иза Велимира Вилхелма Тодоровића, ванбрачног сина кнеза Михаила. Велимир Тодоровић је тешко рањен у Мајском преврату 1903. године. Велимир Тодоровић је са женом Јеленом Тодоровић (1856-1928)имао је сина Ђорђа Тодоровића, дипломату, кћерку Јелену (1884—1953) која је била удата за сан. пуковника др Константина Косту Ст. Ристића и кћерку Милицу удату за Милана Томића, новинара познатог под псеудонимом „Никац од Ровина“. Имали су једног сина.

#### Др Ђорђе Тодоровић (1886-1946)
Син Велимира Тодоровића, унук пуковника Милоја Тодоровића, Ђорђе Тодоровић (1886-1946), др права, који је студирао у Бечу и Паризу, био је дипломата, генерални конзул у Вашингтону. Није се женио.

#### Ристићи
Јелена Тодоровић (1884-1953)која је завршила Девојачки завод у Бечу, са санитетским пуковником Константином Костом Ст. Ристићем имала је кћерке Милеву и Љубицу.
- Љубица Ристић је била удата за Владислава Радојевића, правника. Нису имали деце.
- Милева Ристић је била удата за инж. Синишу Здравковића (1889—1959), који је завршио математику, политехнику и аеро-наутику у Паризу. Има потомства.

### О. Љубомир Тодоровић
О. Љубомир Тодоровић, свештеник, син пуковника Милоја Тодоровића, смедеревски окружног начелника и Миле Тодоровић, рођ. Цинцар-Јанковић имао је једну кћерку. Био је први свештеник у цркви Вазнесења Господњег у Орашцу.

### Милосав Тодоровић
Милосав Тодоровић, звани црни Мика, начелник Министарства пољопривреде, син пуковника Милоја Тодоровића, смедеревски окружног начелника и Миле Тодоровић, рођ. Цинцар-Јанковић, брат Велимира Тодоровића, министра унутрашњих послова са Јулијаном Грујић имао је синове Александра, Бранислава и Љубомира. Милосав је сахрањен у Соко Бањи. Јулијана Грујић је из породице Јеврема Грујића из Даросаве.

#### Пуковник Александар Тодоровић
Александар Тодоровић, унук пуковника Милоја Тодоровића,син Милосава Тодоровића и Јулијане Грујић био је коњички официр. Предавао је и на војној интеданској академији. Живео је у Београду у ул. Светог Саве бр.12. Два пута се женио. Оба пута мађарицом али није имао деце. Сахрањен је на новом гробљу 1961 године (парцела 6, гробно место 86 у гробници својих пријатеља као и мајор Гавриловић)
На сахрани мајора Драгутина Гавриловица држао је говор : Још један храст мање из оне господствене шуме српских родољуба који су сагорели на олтару одтаџбине
https://www.cacakmuzej.org.rs/Pukovnik_Dragutin_P_Gavrilovic.html

#### Бранислав Тодоровић
Бранислав Тодоровић, који је завршио Ратарску школу у Чешкој, а потом аграномију у Грацу. Као резервни поручник код Скадра 1912. учествовао у познатом нападу на Брдицу у ком је у његовом 4. батаљону 11. пеш. пука „Карађорђа“ Шумадијске дивизије од 15 официра погинуло 13, а од 1000 војника преживело само 150. Бранислава Тодоровића заробили су Немци 1941 код Сремске Митровице. Све време другог светског рата био је у заробљеништву у Немачкој. Убрзо после повратка из заробљеништва је умро у Београду. Бранислав је имао сина Бранка, а Бранко сина Небојшу.

#### Љубомир Тодоровић
Љубомир Тодоровић, рођен у Аранђеловцу 18.03.1885. год. син Милосава Тодоровића је био у браку са Љубицом Станковић и имају два сина Миодрага и Милосава. Љубомир Тодоровић је био резервни официр и учествовао је на Солунском фронту, где је једно време био и заменик команданта железничке станице у Солуну.
Миодраг Тодоровић, звани Куле из Чачка, рођен у Љубићу 05.02.1929. год. а  у браку са Добрилом девојачко Милићевић из Милићевца покрај Чачка имају двоје деце: Мирослава (13.02.1960) и Оливеру (18.08.1958).
Мирослав из брака са Драганом девојачко Миливојевић има два сина Филипа и Александра Тодоровића. Оливера Тодоровић из брака са Милованом Меденицом има сина Луку Мединицу.

### Марковићи-Јоксимовићи
Блиски рођаци Тодоровићиа су Јоксимовићи и Марковићи, пореклом од браће Тодора, Јоксима и Марка, синова кнеза Теодосија.
Јоксимови синови били су Живојин Јоксимовић, окружни начелник, и Јоксим Јоксимовић, окружни начелник који је умро 1914. у Прокупљу (ожењен Љубом Јоксимовић).
Марков син Никола прво се презивао Марковић, а потом по презимену браће од стрица Јоксимовић.

### Никола Марковић-Јоксимовић (1840-1919)
Никола Јоксимовић унук кнеза Теодосија, по сину Марку, рођен је у Орашцу, био је кмет општине Аранђеловац 11 година, председник општине Аранђеловац, народни посланик (1884), члан Напредне странке. Бавио се трговином и био је шест година управник „Киселе воде“ у Аранђеловцу. Био је командир Народне војске, учествовао је у српско-турском рату 1876-77 и српско-бугарском рату 1885.
Никола Јоксимовић био је ожењен Милевом Поповић, кћерком О. Радоја Поповића, свештеника у шумадијском селу Црквине, и Саре Поповић, рођ. Протић, кћерке проте Томе и Ане Протић (имала је петоро браће Николу, Максу, Велимира, Михаила и Јакова Протића). Брат Милеве Јоксимовић, рођ. Поповић био је такође свештеник у Црквинама О. Јован Поповић.
Никола Јоксимовић и Милева Јоксимовић, рођ. Поповић имали су децу:
- Јелисавета Јоксимовић
- Јулијана Јоксимовић
- Наталија Јоксимовић
- Емилија Бела Јоксимовић

Братанац Николе Јоксимовића био је Живојин Јоксимовић, председник општине у Орашцу око 1890.

#### Недићи
Јелисавета Јоксимовић, кћерка Николе Јоксимовића и праунука кнеза Теодосија, коју је прво просио Живојин Богдановић, срески начелник у Аранђеловцу, била је удата накратко за Велимира Недића из породице Недић такође из Орашца из које су генерали Милутин и Милан Недић, син Перунике Радовић из Аранђеловца, имућне удовице у чијој кући је одседао краљ Милан кад је долазио у Аранђеловац. Перуникин син из другог брака је Чеда Радовић, министар, а кћерка Роса удата за др Поповића, министра народног здравља. Јелисавета се развела и није се удавала.

#### Зрнићи
Наталија Јоксимовић (1880-1956), кћерка Николе Јоксимовића и праунука кнеза Теодосија, била је удата (од 1903) за инж. Јована Зрнића (1871—1918), сина О. Петра Зрнића, свештеника у селу Бистрица, на Козари, код Приједора и мајке Милице. Зрнићи су били свештеничка породица пореклом из Херцеговине. Јован Зрнић је дошао у Србију из Босне, јер није желео да служи аустроугарску војску.
Деца Наталије Зрнић, рођ. Јоксимовић и инж. Јована Зрнића су:
- Предраг Зрнић, проф. арх. (1904-1990) који је са Вером имао сина Јована Зрнића, арх. и кћерку Дивну, арх.
- Маргита Мила Ошмјански, рош. Зрнић (1905-1992) удата за инж. шум. Сергија Ошмјанског (Ошмянский) (1902-1975). Њихова деца арх. Олга Поповић, рођ. Ошмјански удата за инж. Станислава Поповића (деца инж. Станислав Поповић и инж. Ненад Поповић), арх. Наталија Ђорђевић, рођ. Ошмјански (супруг Петар Ђорђевић, кћерка инж. Јасна Савић, пок. има ћерку Милу), маш. инж. Мирко Ошмјански (супруга инж. арх. Видосава Ошмјански, рођ. Цветићанин, деца инж. ел. Владимир Ошмјански, ожењен Вером(има две ћерке, близнакиње, Ирину и Марту) и инж. арх. Марија Ошмјански).
- Проф. маш. инж. Слободан Зрнић (1906-1990), са Вером Зрнић, рођ. Поповић имао проф. др инж. електр. Душан Зрнић, мр. арх. Јована Зрнић.
- Академик проф. др Ненад Зрнић, инж. бродоградње (1909—1991) са супругом Маргитом Зрнић, рођ. Микић имају децу: сина проф. др Ђорђе Зрнић, инж. маш. (супруга арх. Љиљана Инђић, син др Ненад Зрнић, инж. маш ожењен са дипл.инж.маш.Весна Зрнић, рођена Шошкић кћер дипл.инж.агр.Божидара Шошкића, имају сина Ђорђа) и кћер арх. Евгенија Генчић, рођ. Зрнић удата за дипл. инж. маш. Добрицу Генчића,сина проф.др.Лазара Генчића првог српског хирурга који је медицину студирао и докторирао у Бечу, имају сина Миливоја Генчића).
- Марко Зрнић, арх, (1914-1979), супруга Милица.
- Милица Папо, рођ. Зрнић, арх, (1917-1996), син Зоран, арх, има потомства.

После смрти Јована Зрнића 1918, удала се Наталија Зрнић за Ђорђа Љ. Матића, великог жупана (Крагујевац 1877 - Београд 1932).

### Сродство
Тодоровићи су у сродству са Цинцар-Јанковићима, Цинцар-Марковићима и др.